# 韦尔弗丹
韦尔弗丹（法語：Welferding，法語發音：[vɛlfəʁdɛ̃] 或 [vɛlfɛʁdɛ̃]；洛林法兰克语：Welferdinge）是法国摩泽尔省的一个旧市镇。1964年，韦尔弗丹与市镇讷恩基什-莱萨尔格米讷并入市镇萨尔格米讷。

## 地理
韦尔弗丹（49°6'53"N, 7°2'13"E）面积8.43 平方千米，位于法国大東部大區摩泽尔省，该省份为法国东北部内陆省份，是洛林的一部分，西南接默尔特-摩泽尔省，东临下莱茵省，北与卢森堡和德国接壤。
韦尔弗丹的时区为UTC+01:00、UTC+02:00（夏令时）。

## 行政
韦尔弗丹的邮政编码为57200，INSEE市镇编码为57744。

## 人口
韦尔弗丹于1962年时的人口数量为1512人。